# Cogad Gáedel re Gallaib

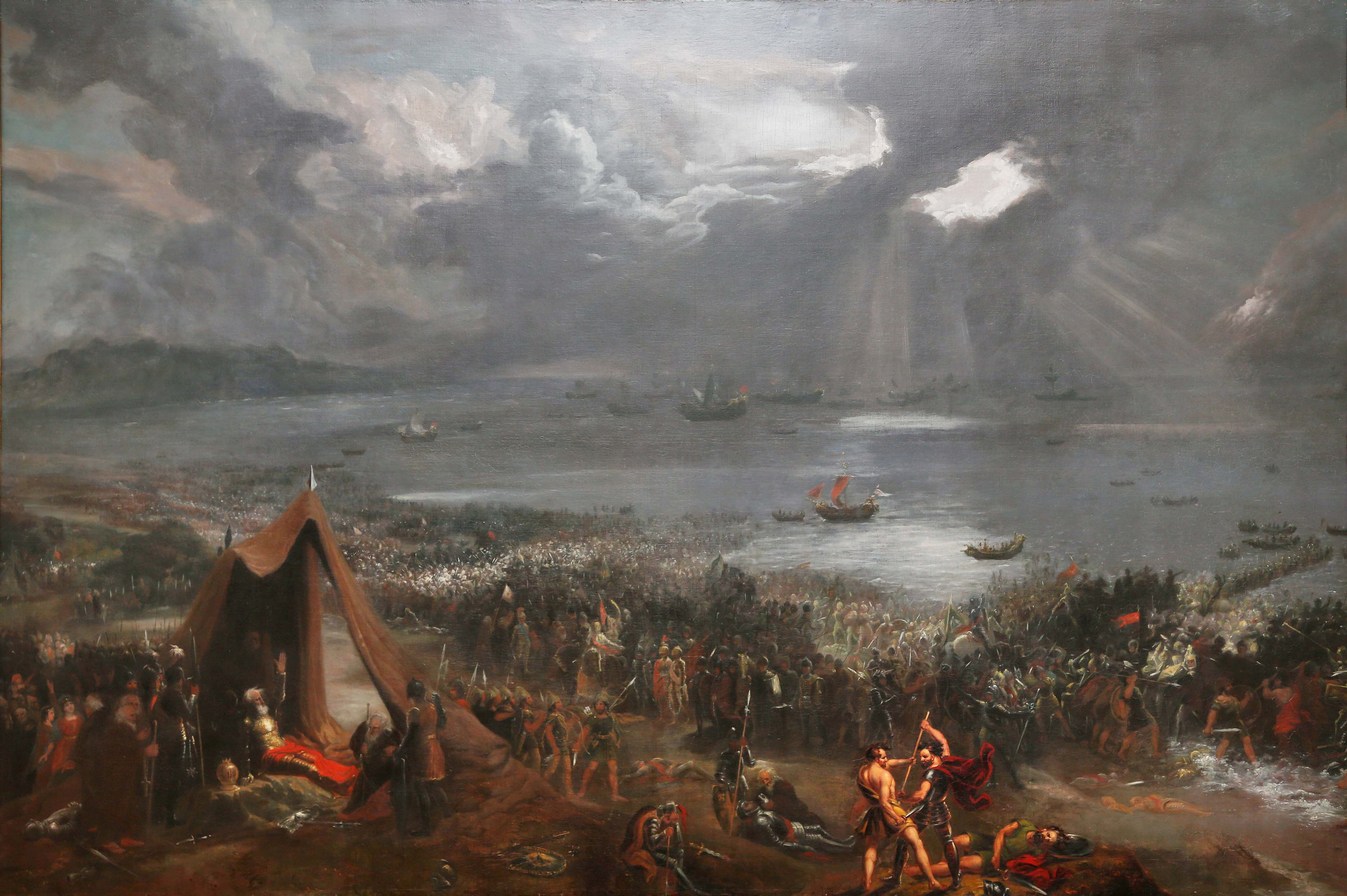
La bataille de Clontarf par Hugh Frazer.

Cogad Gáedel re Gallaib (français : Les Guerres des Irlandais contre les Étrangers, anglais : The War of the Gaedhil with the Gaill ou The War of the Irish with the Foreigners) est un texte médiéval irlandais qui évoque les déprédations des Vikings menées par les dynasties Uí Ímair en Irlande et la grande guerre menée contre eux par le roi irlandais Brian Boru.

## Le texte
Le texte commence avec la Bataille de Sulcoit en 967 et culmine avec la bataille de Clontarf en 1014, dans laquelle Brian est tué après que ses forces aient remporté la victoire. La chronique qui compare Brian à Auguste et Alexandre le Grand, est une œuvre de propagande composée au XIIe siècle moins de 100 ans après les événements qu'elle décrit, à la gloire de Brian Boru et de ses descendants.

## Datation
Sur la base de la structure des informations reprises dans le texte et des allusions à l'arrière petit-fils de Brian Boru Muircheartach Ua Briain (mort en 1119) qui y figurent il est admis qu'il a été composé pendant la période 1103 à 1111. Le Cogad Gáedel re Gallaib est conservé dans trois textes. Le Livre de Leinster vers. 1160 C.E., le « Manuscrit de Dublin », daté du XIVe siècle et le « manuscrit de Bruxelles » de 1635.

## Source
- (en) Cet article est partiellement ou en totalité issu de l’article de Wikipédia en anglais intitulé « Cogad Gáedel re Gallaib » (voir la liste des auteurs), édition du 19 décembre 2012.